# Embalse del Sancho

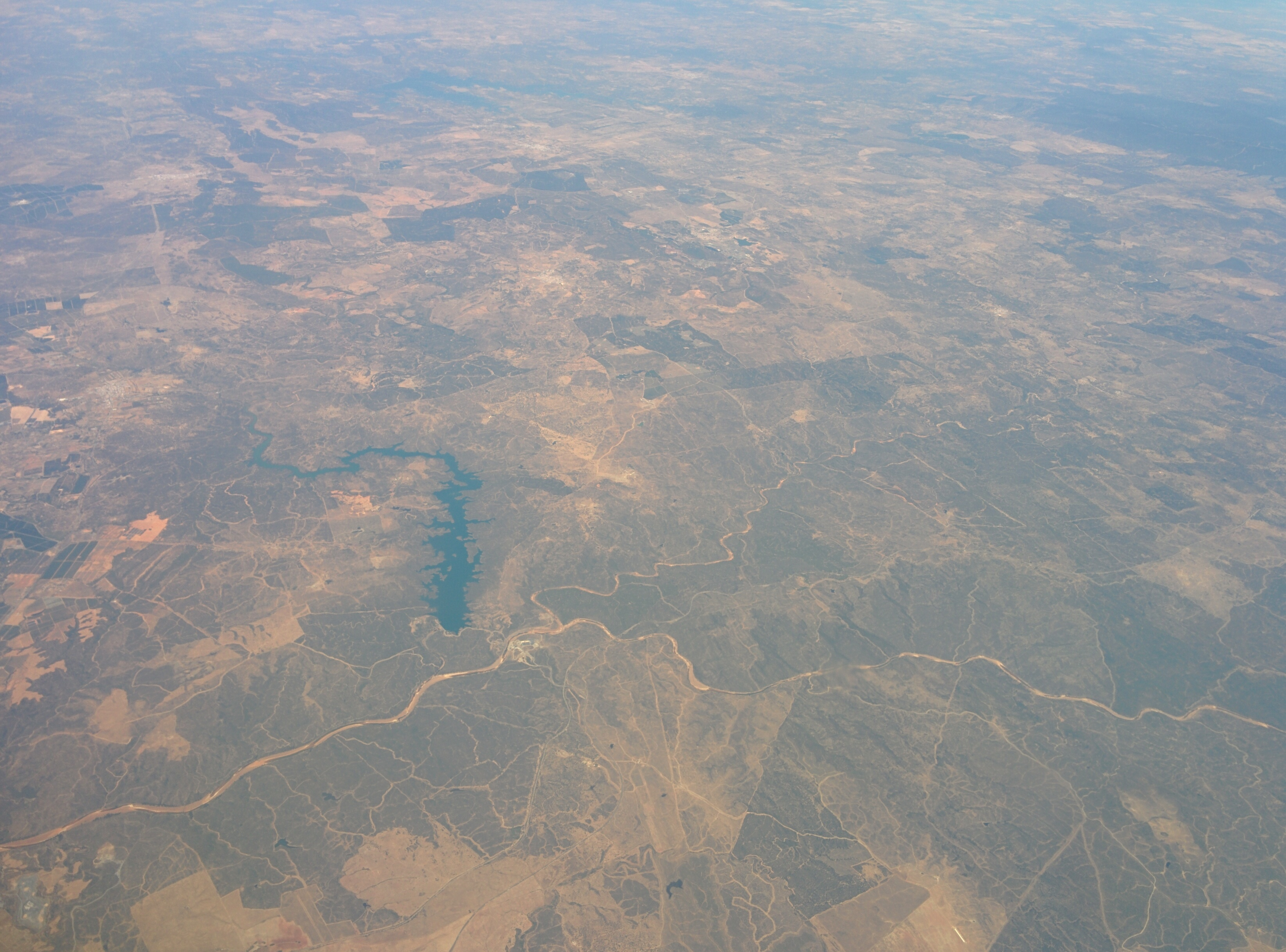
Vista aérea del embalse. A la izquierda, San Bartolomé de la Torre

El embalse del Sancho se encuentra situado en el término municipal de Gibraleón de la provincia de Huelva, en la comunidad autónoma de Andalucía, España.

## Datos
Su capacidad máxima es de 58 hm³ de agua. Su construcción finalizó en el año 1962 sobre una superficie de 427 ha a lo largo del cauce del río Meca. Los recursos de este embalse se destinan en gran medida a abastecimiento industrial.

## Estado
Debido a la llegada de aguas procedente de drenajes ácidos de minas tiene un pH muy bajo y una elevada carga de metales, provocando un grave problema ecológico.